# Шишкин, Василий Афанасьевич
Васи́лий Афана́сьевич Ши́шкин (29 декабря 1893  [10 января 1894], Спас-Талица, Вятская губерния — 18 октября 1966, Самарканд) — советский археолог и востоковед, член-корреспондент АН Узбекской ССР (1966), заслуженный деятель науки Узбекской ССР, профессор, доктор исторических наук.
В. А. Шишкин являлся одним из видных знатоков памятников древности Средней Азии, преимущественно Узбекистана. Он был участником почти всех крупных экспедиций, проводившихся на территории Средней Азии в 1930—1940-х годах: Варахша, обсерватория Улугбека, Регистан, Шахи Зинда, Афрасиаб.

## Биография
Родился 29 декабря 1893 (10 января 1894) года в селе Спасо-Талицкое (ныне — Спас-Талица в Оричевском районе Кировской области) в семье сельского учителя. Окончив Вятское реальное училище, работал учителем черчения и рисования.
В 1918—1923 годы служил в Красной армии (с 1921 — в Туркестане).
С 1923 года преподавал в Ташкентском женском институте просвещения; одновременно учился в Среднеазиатском университете (восточный факультет). С 1926 года, окончив университет, работал в Среднеазиатском (впоследствии — Узбекском) комитете по делам музеев, охраны памятников старины, искусства и природы. С марта 1940 — научный работник узбекского филиала АН СССР, с 1943 — старший научный сотрудник, руководитель сектора археологии Института истории и археологии АН УзССР.
Одновременно преподавал:
- историю Средней Азии — в Бухарском педагогическом институте (1933—1934),
- историю Древнего Востока и древнюю историю Средней Азии — на историческом факультете САГУ (1943—1945),
- доцент Ташкентского педагогического института им. Низами (1944—1955).

Умер 18 октября 1966 года в Самарканде. Похоронен на Боткинском кладбище Ташкента.

## Научная деятельность
В 1943 году защитил кандидатскую («К вопросу о древней культуре Бухарского оазиса»), в 1961 — докторскую диссертацию («Варахша. Опыт историко-археологического изучения»).
В 1961 году В. А. Шишкин защитил диссертацию на соискание учёной степени доктора исторических наук на тему: «Варахша. Опыт историко-археологического изучения». Изданная им в 1963 году монография «Варахша» даёт цельное и всестороннее представление об этом выдающемся памятнике древности.
Основные направления исследований — изучение археологических и историко-архитектурных памятников:
- изучал археологические памятники Ферганской долины (1927);
- описал историческую топографию Бухары и её архитектурных памятников;
- определил направление и протяжённость оборонительной стены Бухарского оазиса;
- обнаружил остатки дворца бухар-худатов с памятниками алебастровой скульптуры и живописи (городище Варахша);
- изучил остатки обсерватории Улугбека (Самарканд);
- раскопал внешние стены Регистана;
- открыл руины жилого здания с росписью VII века (Афрасиаб).

Участвовал в работе 3-го международного конгресса мирового искусства (Иран).
Первую научную работу опубликовал в 1925 году («О названиях ташкентских махалля»). Автор более 100 научных работ; редактор «Истории народов Узбекистана», «Истории Узбекской ССР» (Т. 2).

## Награды
- орден Ленина[2][3];
- медаль «За доблестный труд в Великой Отечественной войне 1941—1945 гг.»[3];
- Заслуженный деятель науки Узбекской ССР[5]
- почётные грамоты Президиума Верховного Совета УзCCP[3].

## Комментарии
1. ↑  В некоторых источниках указывается дата рождения 11 января 1894[2].
2. ↑  В ряде источников местом рождения указано Скопсино — среди населённых пунктов Кировской области не обнаружено.